# Résolution 986 du Conseil de sécurité des Nations unies
Membres permanents
- Chine
- États-Unis
- France
- Royaume-Uni
- Russie

Membres non permanents
- Allemagne
- Argentine
- Botswana
- Honduras
- Indonésie
- Italie
- Nigéria
- Oman
- République tchèque
- Rwanda

Résolution no 985 Résolution no 987
La Résolution 986 du Conseil de sécurité des Nations unies fut adoptée à l'unanimité le 14 avril 1995. Après avoir réaffirmé toutes les résolutions sur l'Irak et pris note de la grave situation humanitaire de la population civile irakienne, le Conseil, agissant en vertu du Chapitre VII de la Charte des Nations unies, a établi un mécanisme par lequel les exportations de pétrole irakien financeraient l'aide humanitaire au pays, qui devint plus tard connue sous le nom de programme pétrole contre nourriture.
Le Conseil de sécurité a été convaincu de la nécessité, à titre de mesure temporaire, de fournir une assistance humanitaire au peuple irakien jusqu'à ce que le pays se conforme à toutes les résolutions pertinentes du Conseil de sécurité, y compris la résolution 687 (de 1991) qui permettait de prendre de nouvelles mesures concernant les sanctions imposées dans la résolution 661 (de 1991).

## Résolution
Premièrement, les pays ont été autorisés à autoriser l'importation de pétrole, de produits pétroliers et de transactions financières connexes en provenance d'Irak pour un montant total pouvant aller jusqu'à 1 milliard de dollars tous les 90 jours, sous réserve de l'approbation du Comité créé par la Résolution 661 et que les paiements fait pour le pétrole soient versés sur le compte séquestre créé par la résolution actuelle. La Turquie a été autorisée à facturer des frais pour l'utilisation de l'oléoduc Kirkouk-Yumurtalik sur son territoire. La résolution devait entrer en vigueur à 00h01 HET le lendemain de l'annonce du Président du Conseil de sécurité faisant suite à la réception du rapport du Secrétaire général Boutros Boutros-Ghali. Les dispositions restant en vigueur pour une période initiale de 180 jours, un examen devait être effectué à la moitié de cette période.
Les dispositions suivantes devaient entrer en vigueur immédiatement. Des inspecteurs indépendants et le Comité devaient inspecter les ventes de pétrole et un compte séquestre serait créé. Le compte devait :  
- financer l'exportation de médicaments, de fournitures sanitaires, de denrées alimentaires et de fournitures pour les besoins civils essentiels, le Gouvernement irakien (en) devant assurer leur distribution équitable ;
- compléter la distribution de biens humanitaires par le gouvernement irakien ;
- transférer le même pourcentage des fonds déposés sur le compte séquestre à la Commission d'indemnisation des Nations unies décidée par la Résolution 705 (en) (1991) ;
- financer les inspecteurs indépendants et les comptables publics agréés et d'autres activités ;
- couvrir les frais de fonctionnement de la Commission spéciale des Nations unies ;
- couvrir d'autres dépenses et coûts ;
- mettre à disposition jusqu'à 10 millions de dollars tous les 90 jours pour les paiements envisagés dans la Résolution 778 (en) (1992).

Les pays ont été autorisés, nonobstant les dispositions de la Résolution 661, à exporter des pièces et des équipements essentiels à l'exploitation sûre de l'oléoduc Kirkouk-Yumurtalik en Irak et aux activités qui y étaient associées. Les frais pouvaient être payés par crédit en attendant le paiement sur le compte séquestre.
Le Secrétaire général a été prié de faire un rapport au bout de 90 jours et 180 jours pendant le processus, tandis que le Comité devait élaborer les procédures nécessaires pour appliquer les dispositions ci-dessus. Tous deux ont été instamment priés de prendre des mesures efficaces pour assurer l’application de la résolution. Le Conseil a accordé l'immunité au pétrole et aux produits pétroliers, au compte séquestre et à tout le personnel travaillant avec les Nations unies conformément à la Convention sur les privilèges et immunités des Nations unies.
La résolution se conclut en réaffirmant qu'aucune de ses dispositions ne devrait porter atteinte aux obligations de l'Irak concernant le remboursement de la dette extérieure, et en même temps ne devrait pas porter atteinte à sa souveraineté et à son intégrité territoriale.

## Conséquences
L'Irak a d'abord rejeté la résolution au motif qu'il violait sa souveraineté et n'a accepté ses dispositions qu'en janvier 1996,. Le programme a pris fin officiellement le 21 novembre 2003 à la suite de l’invasion de l’Irak en 2003, et ses principales fonctions ont été transférées à l’Autorité provisoire de la coalition.